# Il corriere - The Mule
Il corriere - The Mule (The Mule) è un film del 2018, diretto e interpretato da Clint Eastwood.
Il film è basato sulla storia vera di Leo Sharp, un veterano della guerra di Corea che divenne un corriere per il cartello di Sinaloa, interpretato dallo stesso Eastwood, raccontata dal giornalista Sam Dolnick nell'articolo del The New York Times The Sinaloa Cartel's 90-Year-Old Drug Mule.
Il corriere - The Mule rappresenta il ritorno come attore di Clint Eastwood per la prima volta dopo Di nuovo in gioco del 2012, e la sua penultima esperienza nella doppia veste di regista e attore dopo Gran Torino nel 2008. Il film è uscito negli Stati Uniti d'America il 14 dicembre 2018, distribuito da Warner Bros.

## Trama
2005, Peoria. Earl Stone è un reduce della guerra di Corea che lavora come floricoltore. Ha la passione per la guida e possiede un pick-up, con il quale ha girato 41 Stati federali su 50 per la vendita dei suoi fiori. Ha una ex moglie, Mary, con cui è stato per dieci anni, ma da cui poi ha divorziato a causa dell'eccessiva importanza che Earl dava al suo lavoro. Il giorno del matrimonio della figlia Iris, Earl non si presenta, poiché impegnato in una convention cittadina di presentazione e vendita floreale. Quando si ricorda del matrimonio, Earl non vuole presentarsi, per non fare brutta figura.
2017. Earl, ormai novantenne, vede la sua attività di floricoltore pignorata. Earl decide di andare al brunch prematrimoniale della nipote Ginny, in procinto di sposarsi con un ragazzo di nome Mike; quando arriva sul luogo del brunch, Iris se ne va, non volendo avere contatti con lui. Mary vede il pick-up e capisce che l'attività di Earl è stata chiusa, incolpandolo di essere venuto lì solo perché non sapeva dove andare. Earl se ne va, e un amico di Mike lo raggiunge, dandogli l'indirizzo di alcuni suoi amici, che sono in cerca di un corriere che trasporti la loro merce, proponendogli di candidarsi per tale impiego. Inizialmente Earl non vuole diventare un corriere, ma constata che, a causa della sua situazione economica in crisi, necessita di un lavoro; recupera perciò l'indirizzo, che si trova in Texas.
Earl si reca all'indirizzo, in un garage nascosto vicino a un distributore di benzina, dove incontra gli amici di Richard, che hanno delle armi, sono diffidenti ed estremamente riservati. Non vogliono che Earl guardi la loro merce, bensì unicamente che la trasporti. Earl dovrà guidare l'auto fino alla città e mettersi in uno specifico parcheggio, in più dovrà tenere con sé un telefono (datogli appositamente dai suoi datori di lavoro) e lasciare il suo pick-up, con le chiavi dentro, in quel parcheggio per un'ora. L'acquirente della merce gli manderà un messaggio su quel telefono ed entro l'ora ritirerà la merce e lascerà a Earl il suo compenso nel vano portaoggetti dell'auto. Tornato nella loro sede in Texas, Earl dovrà buttare il telefono e farsene dare uno nuovo dai suoi superiori.
Intanto Colin Bates, agente della DEA e Trevino, il suo assistente e braccio destro, stanno iniziando un'operazione antidroga. Bates e Trevino ricattano il giovane Luis Rocha, che compra della droga da alcuni trafficanti del cartello di Sinaloa. Luis non verrà arrestato se aiuterà i due agenti a raccogliere prove per incriminare i trafficanti. Nel bel mezzo di una spedizione di cocaina da 12 milioni di dollari, Earl scopre che Mary è gravemente malata. Dopo che Ginny gli parla, rinvia la consegna della droga per fare pace con Mary e rimane al suo fianco fino a quando lei non muore pacificamente, alcuni giorni dopo. Dopo aver partecipato al suo funerale e essersi riconciliato con la sua famiglia, Earl riprende la consegna mentre la DEA e il cartello si avvicinano a lui.
Gli sgherri del cartello lo catturano e, dopo aver scoperto che era assente per assistere alla morte della moglie e ai funerali, chiamano il capo del cartello per chiedere clemenza. Il capo del cartello acconsente, caricando la responsabilità sui suoi accoliti se qualcos'altro dovesse andare storto. La scena successiva mostra Earl alla guida con una ferita alla testa e del sangue sul viso. Earl, quasi rassegnato, rallenta fino a fermarsi per permettere agli agenti della DEA di arrestarlo. In tribunale, Earl, non utilizzando la sua età come attenuante e afflitto dai sensi di colpa per i suoi crimini e per aver fallito nel prendersi cura della sua famiglia, si dichiara colpevole di tutte le accuse e viene mandato in una prigione federale, con la sua famiglia che gli mostra il suo sostegno. In prigione, torna a dedicarsi alla floricoltura.

## Produzione

### Sviluppo
Nel 2011 l'agente della DEA Jeff Moore, responsabile dell'arresto di Leo Sharp, è stato intervistato dal The New York Times a proposito dell'arresto di Sharp, considerato il più anziano corriere della droga mai esistito. I diritti dell'articolo The Sinaloa Cartel's 90-Year-Old Drug Mule scritto da Sam Dolnick, sono stati acquistati nel 2014 da Imperative Entertainment.  Imperative contattò Ruben Fleischer per dirigere e produrre il film. Nel febbraio 2015 Nick Schenk fu assunto per scrivere la sceneggiatura.
Nel gennaio 2018 venne rivelato che il film si sarebbe intitolato The Mule e che Clint Eastwood era stato assunto per dirigere il film e interpretare il ruolo principale di Stone, oltre a produrlo insieme alla sua Malpaso Production e a Warner Bros. Produttori per  Malpaso Productions sono, oltre a Eastwood, Tim Moore, Kristina Rivera e Jessica Meier; Dan Friedkin e Bradley Thomas per Imperative Entertainment. Fleischer rimane in qualità di produttore esecutivo.

### Cast
Nel gennaio 2018 Eastwood è stato assunto per il ruolo di Earl Stone, basato su Leo Sharp, un novantenne divenuto corriere della droga per il cartello di Sinaloa. Nel maggio 2018 Bradley Cooper è stato assunto per interpretare l'agente della DEA Colin Bates, ispirato a Jeff Moore, e insieme a Cooper, anche Lobo Sebastian prenderà parte al film. A giugno 2018 Dianne Wiest e Michael Peña sono stati assunti per interpretare rispettivamente l'ex moglie di Stone e il collega di Bates. Nello stesso mese vennero confermati anche Laurence Fishburne come capo della DEA, Alison Eastwood (figlia di Clint) nel ruolo della figlia di Stone, Taissa Farmiga come nipote di Stone, e Ignacio Serricchio come leader del cartello per cui lavora Stone. Nello stesso mese, Loren Dean venne ingaggiata per il film. A luglio 2018 sono stati confermati anche Victor Rasuk e Manny Montana. Come capo del cartello di Sinaloa, Andy Garcia.

### Riprese
Le riprese del film sono cominciate il 4 giugno 2018 tra Atlanta e Augusta in Georgia. Molte scene sono state girate a Las Cruces nel Nuovo Messico.

## Promozione
Il primo trailer è stato diffuso il 4 ottobre 2018, seguito il 25 ottobre da quello in italiano.
I Sacromud incidono un brano ispirato al film, dal titolo The Mule. Il brano appare per la prima volta nel loro omonimo album del 2018 e viene inciso in una nuova versione al Sun Studio di Memphis, contenuto nell'album The Sun Experience del 2025.

## Distribuzione
Il film è stato distribuito nelle sale cinematografiche statunitensi il 14 dicembre 2018, mentre in Italia dal 7 febbraio 2019.

## Accoglienza

### Incassi
Budget del film è stato di 50 milioni di dollari. Il film ha incassato 103804407 $ nel Nord America e 70400000 $ nel resto del mondo, per un totale di 174504407 $.
In Italia debutta in testa al botteghino incassando 2200000 € durante il primo week-end nei cinema.

### Critica
Lo studioso di cinema Roberto De Gaetano, su Fata Morgana Web ha elogiato il film: «[...] c’è un momento in cui la vita si rivela nel suo carattere infondato. Quello che sbrigativamente viene classificato come l’anarchismo di Eastwood è l’immensa libertà di sentire e mettere in immagine questo momento, trovarlo al fondo di un’azione improbabile (trasportare droga) o colpevole (inadempienze sociali)».